# Der Bulle von Tölz: Der Zauberer im Brunnen
Der Zauberer im Brunnen ist ein deutscher Fernsehfilm von Wolfgang F. Henschel aus dem Jahr 2008 nach einem Drehbuch von Andreas Föhr und Thomas Letocha. Es ist die 67. Folge der Krimiserie Der Bulle von Tölz mit Ottfried Fischer als Hauptdarsteller in der Rolle des Hauptkommissars Benno Berghammer. Die Erstausstrahlung erfolgte am 3. Juni 2008 auf ORF 1.

## Handlung
Der Zauberkünstler Hans Kaminsky wird von seiner Lebensgefährtin Martha Beyer tot im acht Meter tiefen Brunnen entdeckt. Laut Gerichtsmediziner Dr. Robert Sprung ist Kaminsky etwa um 1:00 Uhr nachts Kopf voran in den Schacht gestürzt. Weil nicht auszuschließen ist, dass jemand nachgeholfen hat, beginnen Hauptkommissar Benno Berghammer und Kommissarin Nadine Richter zu ermitteln und finden einige Verdächtige, die einen Grund gehabt hätten, den Magier zu ermorden. Da ist zunächst der Wirt Udo Kettner, dessen Tochter Viola in Kaminsky eine Art Ersatzvater gesehen hat, der ihr mehr Freiheiten als ihr Vater gewährt hat. Im Beisein seiner Tochter hat Kettner den Zauberkünstler am Vorabend zusammengeschlagen und ihm gedroht, ihn umzubringen, wenn er nicht seine Finger von Viola lässt. Auch Martha Beyer war nicht besonders darüber erfreut, dass ihr Lebensgefährte das Mädchen ständig zu seinen Auftritten mitgenommen hat.
Der Fall wird noch mysteriöser, als sich herausstellt, dass die Lebensgefährtin des Zauberers eine Affäre hatte. Sie behauptet, es handle sich um Kaminsky selbst; es sei ein Spiel, dass sie sich jeden Dienstag in einem Lenggrieser Hotel träfen.
Von drei ehemaligen Weggefährten Hans Kaminskys und Udo Kettners erfährt Nadine Richter, dass die beiden zerstritten sind, seit Kettners Frau bei Violas Geburt gestorben ist. Kettner hat kurz danach sogar versucht, Kaminsky umzubringen, doch das Verfahren wurde aus Mangel an Beweisen eingestellt. Staatsanwalt Dr. Georg Lenz ist der Überzeugung, dass im aktuellen Fall die Beweise ausreichen, und besorgt einen Haftbefehl gegen Udo Kettner. Lenz hat es etwas eilig, weil gerade eine Dokumentation über Staatsanwälte auf dem Land gedreht wird. Da möchte er gerne auch gleich den Täter präsentieren.
Die Kommissare fragen Viola Kettner, ob sie etwas über den Verbleib des Zaubermantels und der Goldringe weiß, die laut Martha Beyer verschwunden sind. Viola meint, Kaminsky habe die Sachen vielleicht wegen seiner Schulden verkauft. Fortan observiert Polizist Schmidt Viola Kettner, bis sie ihn zum Versteck der verschwundenen Gegenstände führt. Sie behauptet, Kaminsky habe ihr den Zaubermantel und den Schmuck kurz vor seinem Tod vermacht, als hätte er geahnt, dass ihm etwas zustoßen würde.
Hans Kaminsky hatte seit einem Jahr eine Nummer im Programm, wo er auf der Bühne verschwindet und kurz darauf im Zuschauerraum wieder auftaucht. Beim Sichten einer Videoaufzeichnung dieses Zaubertricks fällt Benno Berghammer auf, dass die Person, die auf der Bühne verschwindet, andere Ohren hat als diejenige, die im Publikum wieder erscheint. Gerichtsmediziner Dr. Sprung vergleicht die Bilder mit dem Toten und stellt fest, dass dieser identisch mit der Person ist, die von der Bühne verschwunden ist.
Als die Kommissare Martha Beyer mit der Doppelgänger-Theorie konfrontieren, gibt sie schließlich zu, dass sie einen Liebhaber namens Walter Sailer hat, der ihrem Lebensgefährten zum Verwechseln ähnlich sieht. Sie und Hans Kaminsky haben ihn in München von der Straße geholt und bei besagtem Zaubertrick eingesetzt, und irgendwann hat es zwischen ihr und Sailer gefunkt. Seit Kaminskys Tod hat sie mit Sailer nur noch einmal Kontakt gehabt, als er ihr eine SMS geschrieben hat, in der er sie gebeten hat, der Polizei nichts zu sagen.
Berghammer und Richter lassen Walter Sailers Handy orten und fahren auf gut Glück zur Funkzelle, in der das Gerät eingeloggt ist; da kommt ihnen Kommissar Zufall zu Hilfe: Sie sehen Viola Kettner, die in ebendieser Funkzelle auf ihrem Roller unterwegs ist, und folgen ihr in sicherer Entfernung. Sie beobachten, wie die junge Frau erfreut einen Mann in die Arme schließt. Nadine Richter wundert sich, was Viola Kettler mit Walter Sailer zu schaffen hat, doch ihr Kollege hat die Erklärung parat: Es handelt sich um Hans Kaminsky, der aus Eifersucht seinen Doppelgänger umgebracht hat und mit falscher Identität ein neues Leben mit Viola beginnen wollte. Kaminsky will zuerst mit seinem Anwalt sprechen, ehe er sich dazu äußern möchte. Dennoch bestätigt er die Vermutung von Kommissarin Richter, dass Udo Kettner ihn für den Tod seiner Frau verantwortlich gemacht hat, weil der Zauberkünstler Violas Vater ist.
Staatsanwalt Lenz zeigt sich skeptisch, als die Kommissare ihm den Täter präsentieren; seiner Meinung nach ist Udo Kettner immer noch höchst verdächtig. Der wahre Grund dafür, dass Dr. Lenz es plötzlich nicht mehr so eilig mit der Aufklärung hat, liegt darin, dass das Motto der Dokumentation nun „Dunkle Geheimnisse auf dem Land – die ungeklärten Fälle der Staatsanwaltschaft“ lautet, weil nach Meinung des Redakteurs geklärte Fälle nichts Mysteriöses haben.

### Nebenhandlung
Es klingelt eine Frau Bollog bei der Pension Resi, die sich als neue Pächterin vorstellt. Sie erwähnt, dass Bennos Mutter wohl auf Mallorca bleiben will. Und bevor sie die Katze im Sack kauft, möchte sie sich ein paar Wochen die Pension anschauen. Dies sei alles mit seiner Mutter abgesprochen. Benno findet die Idee ganz und gar nicht gut, hat er zuvor schon ein Ehepaar als Gäste vergrault. Vergeblich versucht er, seine Mutter zu erreichen. Er hofft, dass sie bald wieder nach Hause kommt.
Zudem möchte Benno Berghammers alter Freund, der Bauunternehmer Anton Rambold, vom Bundestagsabgeordneten Hans Meidenbauer, dass dieser sich im Vergabeausschuss dafür einsetzt, die Firma Rambold mit dem Neubau des Arbeitsamtes zu beauftragen. Als Gegenleistung bietet er dem Politiker eine Gscheidle-Marke an. Meidenbauer, der ein leidenschaftlicher Briefmarkensammler ist, will sein Bestes geben, doch als er das Schätzchen sehen möchte, sagt Rambold, die Marke sei noch nicht ganz in seinem Besitz.
Der Bauunternehmer beauftragt den Rocker Joe Rasshofer damit, die Gscheidle-Marke aus Kaminskys Haus zurückzuholen, die der Zauberkünstler ihm gestohlen hat. Da der Versuch fehlschlägt, versucht Rambold es selbst – ebenfalls erfolglos, weil die Kommissare Berghammer und Richter ihn dabei stören. Obwohl er auf der Flucht durchs Unterholz Schrammen davonträgt, streitet er vehement ab, bei Kaminsky eingebrochen zu haben. Weil aber der Rocker unter Berghammers Druck den Einbruch zugibt, räumt Rambold schließlich ein, den Auftrag dazu gegeben zu haben, aber nur um etwas zurückzuholen, was ohnehin ihm gehört. Rambold bittet Berghammer inständig, auf rechtliche Schritte zu verzichten.
Als der Mord aufgeklärt ist, stattet Benno Berghammer dem Bauunternehmer einen Besuch ab, im Gepäck die Mappe mit der Gscheidle-Marke. Dafür nimmt er Rambold das Versprechen ab, die Kantine seiner Firma an Frau Bollog zu verpachten, die – zu seinem Leidwesen – kürzlich als Haushälterin in der Pension angefangen hat. Rambold sagt widerwillig zu, da legt Berghammer noch eins drauf: Das Bestechungsschreiben an Meidenbauer wird er Rambold erst dann aushändigen, wenn das Arbeitsamt fertiggestellt ist – ohne die Firma Rambold.

## Hintergrund
Die Dreharbeiten wurden in Bad Tölz und Feldafing durchgeführt; als Schauplatz für die „Pension Resi“ diente das Hollerhaus Irschenhausen.

## Kritik
Die Programmzeitschrift TV Spielfilm schreibt: „Trotz ein paar netter Gags macht sich das Fehlen der vorgeblich nach Mallorca verreisten Bullenmama Resi schmerzhaft bemerkbar. – Darstellerin Ruth Drexel war schwer krank.“ Fazit: „Benno fehlt die Mama und dem Krimi Tempo.“